# Miasteczko-Huby
Miasteczko-Huby – wieś w Polsce położona w województwie wielkopolskim, w powiecie pilskim, w gminie Miasteczko Krajeńskie.
W latach 1975–1998 miejscowość administracyjnie należała do województwa pilskiego. 
Zobacz też: Miasteczko, Miasteczko Krajeńskie, Miasteczko Śląskie